# Zemský okres Ansbach
Zemský okres Ansbach (německy Landkreis Ansbach) je zemský okres v německé spolkové zemi Bavorsko, ve vládním obvodu Střední Franky. Sídlem správy zemského okresu je město Ansbach, které ovšem není jeho součástí. Má přibližně 158 tisíc obyvatel. 

## Města a obce
Města:
1. Dinkelsbühl
2. Feuchtwangen
3. Heilsbronn
4. Herrieden
5. Leutershausen
6. Merkendorf
7. Ornbau
8. Rothenburg ob der Tauber
9. Schillingsfürst
10. Wassertrüdingen
11. Windsbach
12. Wolframs-Eschenbach

Obce:
1. Adelshofen
2. Arberg
3. Aurach
4. Bechhofen
5. Bruckberg
6. Buch am Wald
7. Burgoberbach
8. Burk
9. Colmberg
10. Dentlein am Forst
11. Diebach
12. Dietenhofen
13. Dombühl
14. Dürrwangen
15. Ehingen
16. Flachslanden
17. Gebsattel
18. Gerolfingen
19. Geslau
20. Insingen
21. Langfurth
22. Lehrberg
23. Lichtenau
24. Mitteleschenbach
25. Mönchsroth
26. Neuendettelsau
27. Neusitz
28. Oberdachstetten
29. Ohrenbach
30. Petersaurach
31. Röckingen
32. Rügland
33. Sachsen bei Ansbach
34. Schnelldorf
35. Schopfloch
36. Steinsfeld
37. Unterschwaningen
38. Weidenbach
39. Weihenzell
40. Weiltingen
41. Wettringen
42. Wieseth
43. Wilburgstetten
44. Windelsbach
45. Wittelshofen
46. Wörnitz